# Mujer de Barum

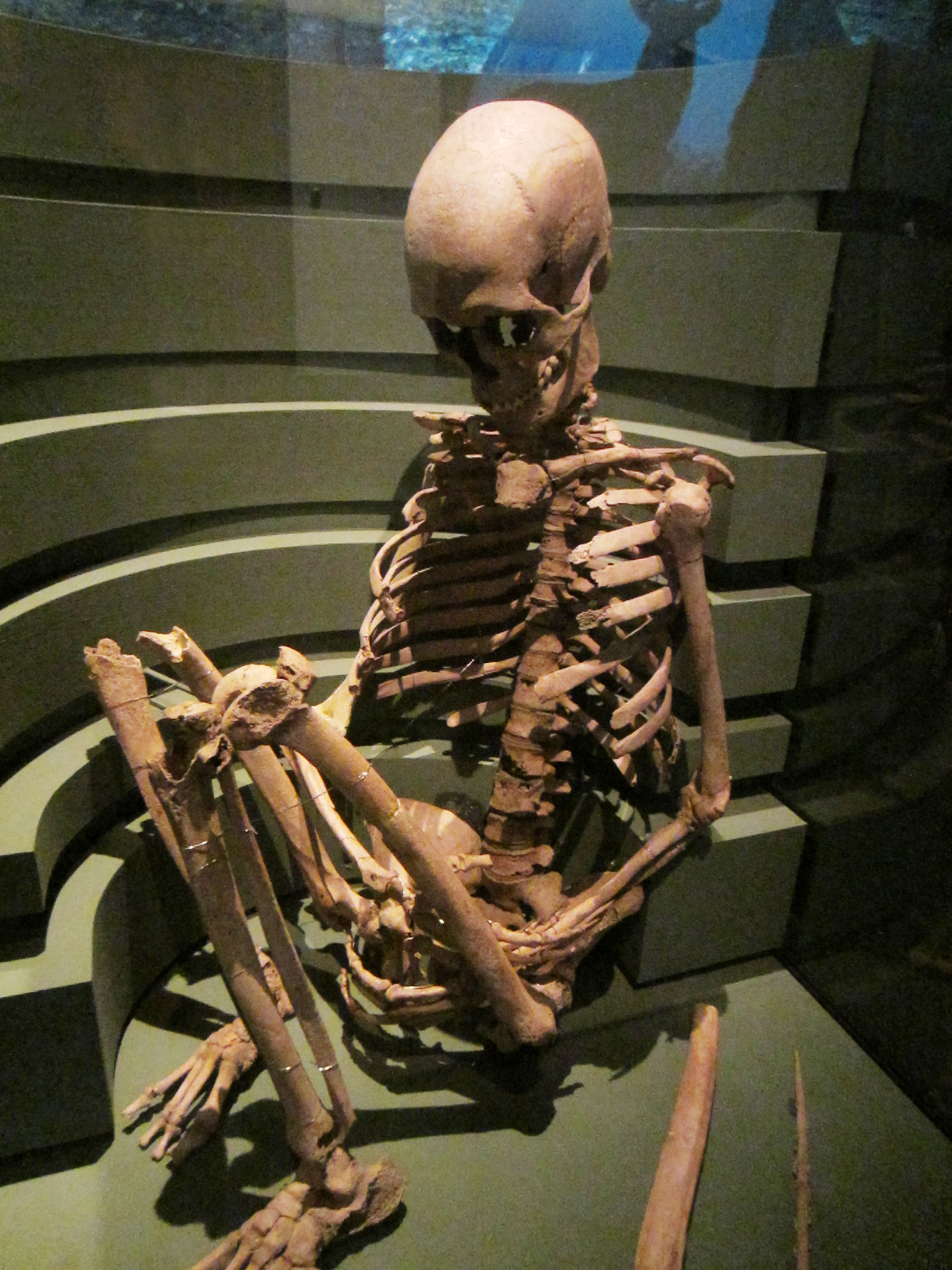
La mujer de Bäckaskog en el Museo Histórico de Estocolmo.

La mujer de Barum (también llamada mujer de Bäckaskog; en sueco: Bäckaskogs- o Barumskvinnan) es el esqueleto descubierto en 1939 de una recolectora y pescadora mesolítica que murió hacia 7000 a. C. a finales de la época maglemosiana.
Barum es un pueblo (en sueco, småort) en el municipio sueco de Kristianstad en Escania. El hallazgo es el segundo más antiguo y uno de los hallazgos esqueléticos mejor conservados de la Edad de Piedra en Suecia.
Cuando Folke Hansen desenterró a la mujer sentada en un pozo ovalado de 1,2 m de profundidad en 1939, se encontraron con ella herramientas para la caza y la pesca. Por tanto, los arqueólogos asumieron que habían encontrado la tumba de un hombre, que pronto fue apodado El pescador de Barum. Sin embargo, el análisis de los huesos realizado en 1971 descubrió que se trataba en realidad de una mujer. Esto sugiere que las mujeres también cazaban y pescaban en la Edad de Piedra, como lo confirma evidentemente un hallazgo en una tumba de Gotland.
La mujer medía 1,51 m de altura, era delgada y tenía entre 40 y 45 años al momento del deceso. El análisis de la pelvis y el esqueleto descalcificado indican que dio a luz gran número de hijos (10-12). La datación por carbono-14 determinó que murió entre 7010 y 6540 a. C.
En la Europa nórdica y central, más de 74 de alrededor de 2.100 enterramientos mesolíticos fueron en posición sentada o semisentada. Otras 31 tumbas pueden haber contenido entierros sentados. Los entierros en posición sentada llevaron al hecho de que los montones de huesos encontrados en complejos megalíticos posteriores fueran interpretados como esqueletos hundidos, sentados y enterrados, ya que no hubo intercambio de población durante el Neolítico y las costumbres funerarias de los cazadores y recolectores mesolíticos prosiguieron con sus descendientes.
La tumba se encuentra ahora en el Museo de Historia de Estocolmo. Hay un monumento en el sitio.

## Hallazgos similares
- Fechada entre 3.105 a 2.935 a. C. es la llamada Chica de las frambuesas, un esqueleto descubierto en 1943 en Rogestorp Moor al sur de Falköping en Västergötland. Al examinar el cuerpo, se encontró que su estómago estaba lleno de semillas de frambuesa. Los restos no están tan bien conservados como la mujer de Barum.
- La mujer de Österöd en Bohuslän, descubierta en 1903 y fechada en 2007, es el esqueleto de una anciana fallecida aproximadamente en el 8.200 a. C.
- El hombre de Koelbjerg es el cuerpo del pantano más antiguo encontrado y también los restos humanos más antiguos hallados en Dinamarca. Data también de la cultura maglemosiana, alrededor del 8.000 a. C.